# 溫知新
溫知新（德語：Fredric Francis Weingartner，1918年1月22日—2012年1月11日），奧地利耶穌會利氏學社神父、臺灣大學語言學教授，研究賽夏語、泰雅語等臺灣原住民語。

## 生平事略
溫知新生於1918年1月22日，屬於耶穌會利氏學社，1952年來臺灣於臺灣大學教德語，1985年前往美國與德國深造，專研實驗語音學，為漢堡大學語言學博士，取得博士後再返回臺灣大學教授語言學。外人眼中的他個性嚴謹，除對時間要求其準確性，包括書桌上的書都要排列整齊，甚至睡覺也是一個姿勢直到天亮。
1990年起，臺灣開始推行母語教育，為鄒語和阿美語等原住民語言編寫入門教材。溫知新除懂拉丁文、希臘文、德文、法文、英文、中文及日文外，又會卑南語、泰雅語、布農語、魯凱語等族語言，並主持耕莘語言研究室。1992年，政府找他為臺灣原住民十種語言進行有系統的田野調查，雖當時他已高齡七旬，但從小就在父親帶領下攀爬奧地利高山，身體健朗，所以能適應高山生活。
1992年到1995年，記者王蜀桂訪問對原住民語言有貢獻的外籍神父，有艾格理、孫國棟、周重德、溫知新、溫安東、彭海曼、巴義慈、吳叔平、明惠鐸、蔡恪恕、裴德、杜愛民、博利亞等神父。其中溫知新表示他和山上許多神父交談後發現，在臺灣研究甚至寫出有關字典或文法著作的神父，多以需和原往民溝通而學習當地語言，但越學越喜歡，進而開始研究文法或編字典的神父最多。
1996年底，溫知新以英語完成報告《Survey of Taiwan Aboriginal Languages》，並指出原住民語言能力主要與他們年齡有關：六十歲以上長者，母語說得最好，以日語為第二語言五十歲者有些母語詞彙必須詢問更年長者，但他們的第二語言已是國語和日語兼具：四十歲左右，母語能力明顯不足，但他們國語表達能力沒有什麼困難；至於二、三十歲的人由於到平地工作，離開部落母語環境，而大部份的青少年在人口集中的市區就學，畢業後返回部落的意願很低；國小學童則僅懂得少許母語，跟祖父輩溝通，主要用國語，有些形同「雞同鴨講」。

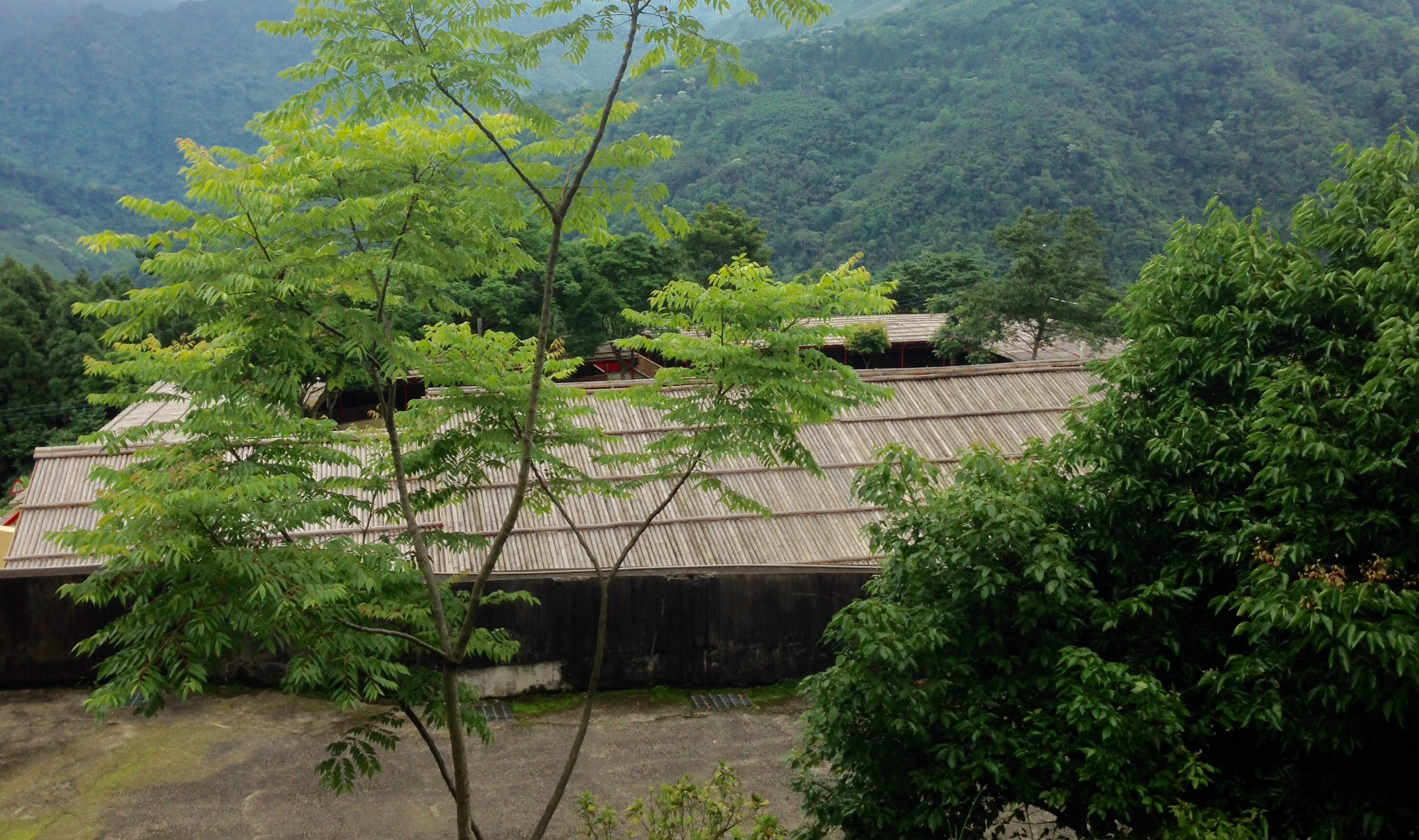
新竹五峰大隘村巴斯達隘祭場

完成《Survey of Taiwan A-boriginal Languages》報告後，溫知新發現臺灣原住民語多有學界投入做語言文化研究，唯獨賽夏語已到燃眉之急。在利氏學社以當年利瑪竇精神提出「土地與認同」研究計畫的感召下，他決心再以語言學專長為原住民族作事。1996年11月起，他接受文建會委託，主持賽夏族語言文化採徵計畫，設計一套語音註記教材，包括紀錄矮靈祭歌，與少數能找到的現代歌謠。當他初到賽夏族部落，發現會講母語的族人不到百分之三十，只有六十歲以上的老人才講得流利，但賽夏族不喜與外人接觸，他便透過天主教會取得族人信任，以日語直接與族人溝通。賽夏族人夏遠麟表示，參加溫神父的語言整理計畫過程中，才曉得許多字詞過去弄混了，像山豬音「哇力桑」與家豬不同。
溫知新在大隘村賽夏族部落住了一年多。他出版賽夏族語言教材後，1998年5月23日，五峰鄉祭典管理委員會、利氏學社在大隘村天主堂舉行賽夏文化研討會，魏明德、孫國棟、巴義慈、何樂道、丁松青等多位神父與會。之後，溫知新改往五峰鄉、竹東鎮、尖石鄉、和平鄉、南澳鄉、復興鄉、烏來鄉等地的泰雅族部落，調查各部落泰雅語，再對比早年被記錄的泰雅語，以寫新作，常一邊編寫教材，一邊教學。
溫知新也將臺灣原住民神話由中文翻譯成英文，他相信歐洲對臺灣原住民神話故事會有興趣的，未來還可將各族神話做人類學上的進一步比較。2008年10月2日，奧地利總統特頒奧地利共和國科學與藝術榮譽十字勳章，表揚溫知新貢獻。
溫知新退休後住於輔仁大學頤福園，2009年體檢發現罹患膀胱癌，2012年1月11日去世。

## 出版書籍
- 溫知新、楊福綿. . 臺灣學生書局. 1985. ISBN 9786661506372.
- 溫知新. . 耕莘語言研究室. 1997.
- 溫知新. . 行政院文建會. 1997.
- 溫知新. . 行政院文建會. 1997.
- 溫知新. . 利氏學社. 1998. ISBN 9789579390385.